# Lophodermium uncinatum
Lophodermium uncinatum är en svampart som beskrevs av Darker 1932. Lophodermium uncinatum ingår i släktet Lophodermium och familjen Rhytismataceae.   Inga underarter finns listade i Catalogue of Life.